# Вольфрамат марганца
Вольфрамат марганца — неорганическое соединение,
соль марганца и вольфрамовой кислоты с формулой MnWO4,
бесцветные кристаллы,
не растворяется в воде.

## Получение
- В природе встречается минерал гюбнерит — MnWO4 с примесями [1].

## Физические свойства
Вольфрамат марганца образует бесцветные кристаллы
моноклинной сингонии,
пространственная группа P 2/a,
параметры ячейки a = 0,497 нм, b = 0,576 нм, c = 0,484 нм, β = 90,88°, Z = 2.
Не растворяется в воде.